# Schillerplatz (Mayence)
La place de la Schillerplatz est un point central de Mayence et est l'une des places les plus célèbres de la ville. Le nom original Dietmarkt a été remplacé dans les années 1500, dans le « plan de la capitale et ville de résidence électorale de Mayence » de 1784 la place maintenant sous le nom de Thiermarkt (marché des animaux) (provenant de l'exploitation du marché pour le commerce de bétail). La route du marché des animaux conduit le long de l'Hôtel de Schönborn et Hôtel d'Erthal (de). Dans le « Plan de la Ville de Mayence bilingue » de 1800/1801 la place portant maintenant le nouveau nom français « place verte », et le nom allemand « Thier Mark ». Comme en 1862, le monument Schiller a été érigé sur la place, il a reçu le nom définitif de « Schillerplatz ».

## Histoire
Le monument Schiller éponyme a été construit pour célébrer le 100e anniversaire donnée par Friedrich Schiller en 1859. Il a été créé la statue en bronze, plus grande que nature, du poète du sculpteur Johann Baptist Scholl (de) du Darmstadt, ainsi que les plaques de bronze dans la base. La coulée de bronze a été réalisée auprès de l'entreprise JD Burgschmiet Lenz à Nuremberg. L'exécution de la base en marbre belge, a été affecté de Johann Friedrich Rossbach au Mayence. Le 18 octobre 1862, le monument a été érigé à l'extrémité sud de la place. En 1929, il est devenu l'extrémité nord où il se trouve encore aujourd'hui ajouté à rendre le monument à la libération de la Rhénanie par Benno Elkan lieu. La base du monument est décorée d'ornement et divisée à plusieurs reprises. Le poète lui-même s'avance, un livre ouvert à la main, une attitude qui devrait symboliser l'esprit feu vert de l'époque.

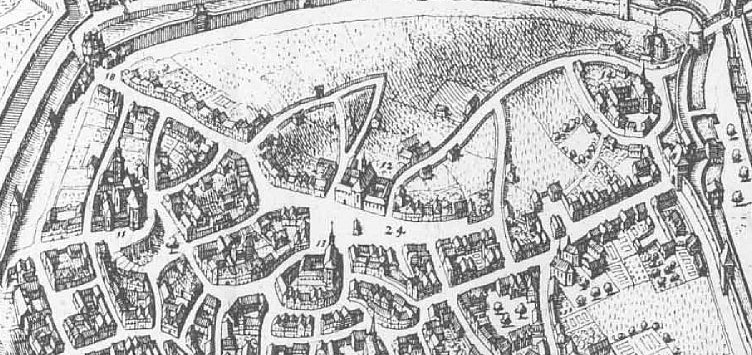
Détail de la Dietsmarckt, Plan d'après Matthäus Merian le jeune, 1655
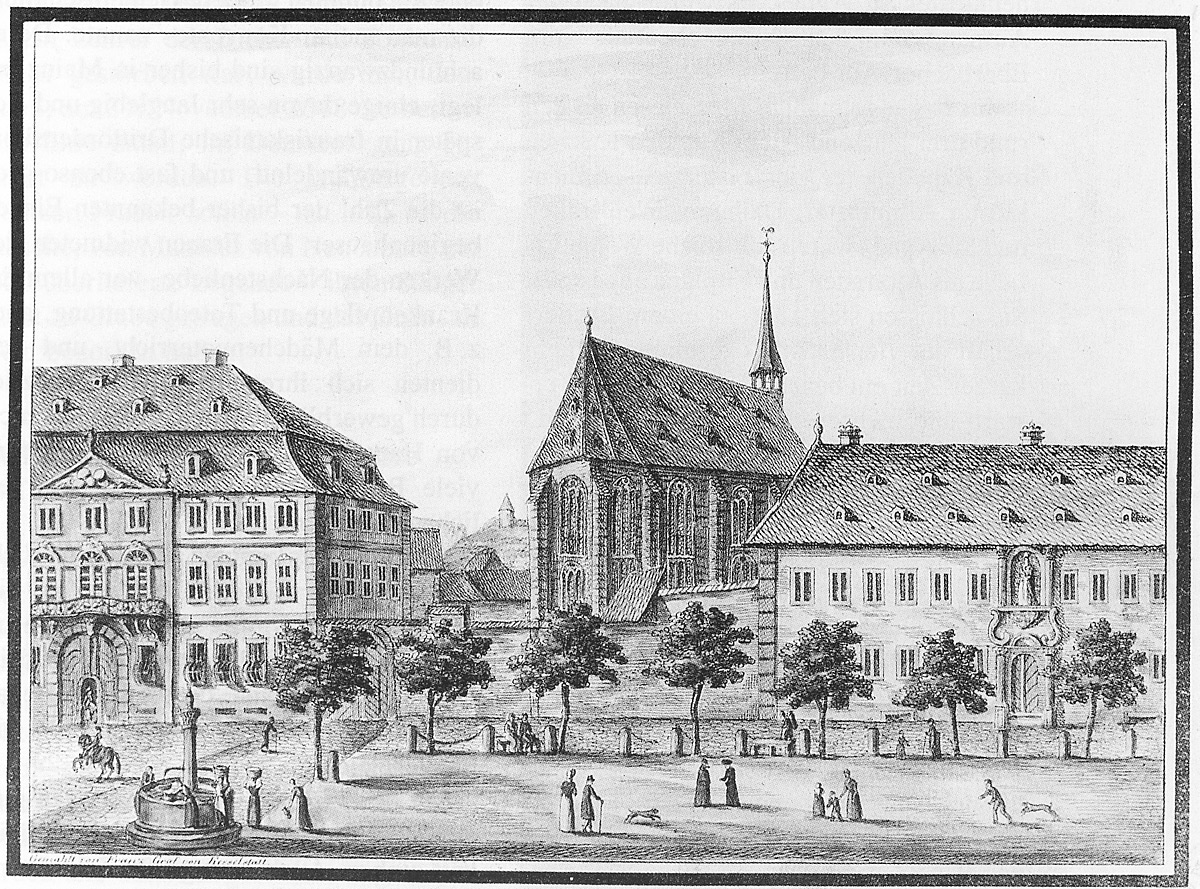
Abbaye cistercienne (de)
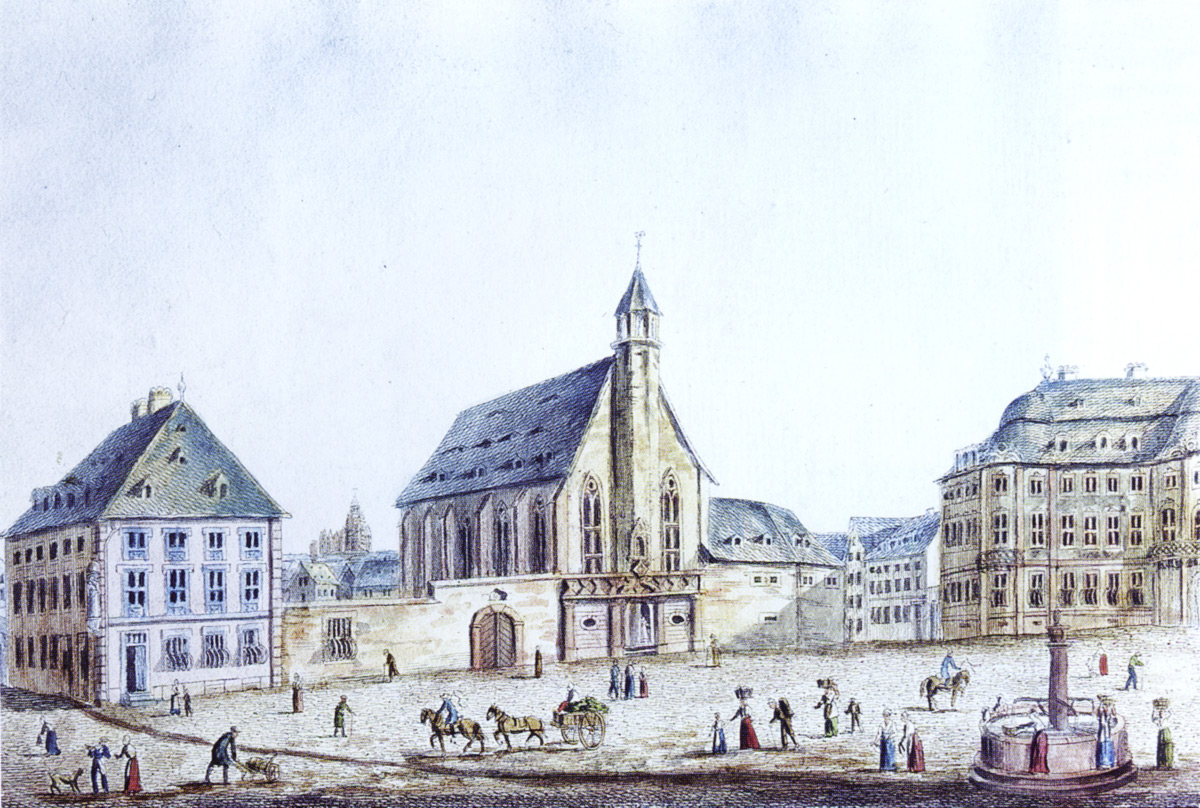
Abbaye Saint-Agnès (de)
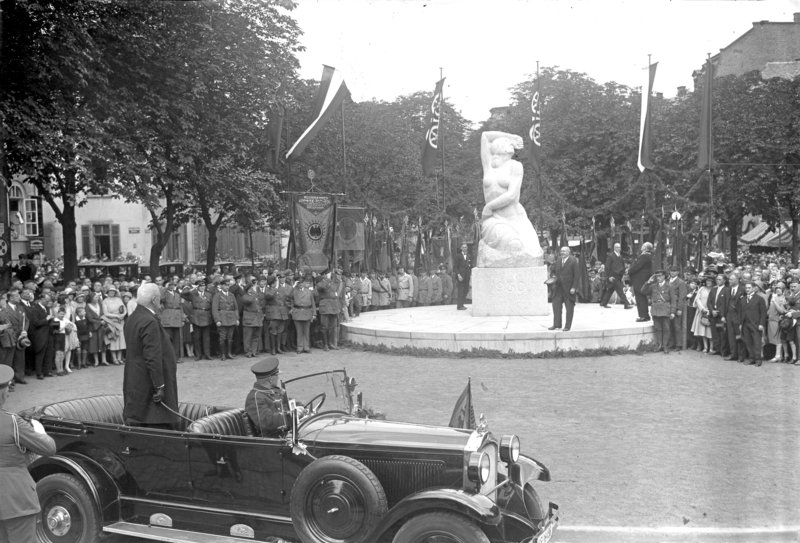
Statue de la Liberté (de), inaugurée à Mayence en 1930 par le président du Reich, retirée par les nazis en 1933, puis détruite.